# 同德县
同德县位于中华人民共和国青海省东部，是海南藏族自治州下辖的一个县。
面积6494平方公里，2020年人口60268人，其中藏族占82%。县人民政府驻尕巴松多镇。

## 历史
古为羌地，南北朝時期属吐谷浑。
隋大业五年（609年），属河源郡赤水县（治今兴海县桑当乡夏塘古城）。
唐龙朔三年（663年），地入吐蕃，并置独山军。吐蕃分裂後屬唃廝囉國。
元代屬吐蕃宣慰司，明属河州卫。
清初屬和碩特汗國，雍正年間清軍征服青海，屬青海蒙古「河南五旗」，後為藏族牧地。
1913年（民國2年）属贵德县辖。1925年（民国14年）5月由贵德县析置同德县，取「同心同德」之意，县治在今玛沁县拉加寺。1935年（民國24年）5月，青海省政府又將和碩特南左翼中旗劃歸同德縣。
中华人民共和国成立后，1950年4月成立县人民政府，驻茫拉琼托。1951年设同德藏族自治区，1953年改设同德县，同年8月驻地由茫拉琼托迁至尕巴松多。1959年6月划归果洛藏族自治区（自治州），1962年11月复归海南藏族自治州。

## 人口
根據第七次人口普查數據，截至2020年11月1日零時，同德縣常住人口為60268人。

## 行政区划
同德县下辖2个镇、3个乡：
尕巴松多镇、唐谷镇、巴沟乡、秀麻乡、河北乡和青海省牧草良种繁殖场。

## 名胜古迹
- 拉加寺：位于县治东北部黄河北岸的拉加乡阿尼群贡山下，座东向西，面临黄河，有黄河大桥可通西岸。拉加寺初名“扎西功德林”（吉祥广安寺），后改名“甘丹扎西炯尼”（具善吉祥源地），又称“嘉样寺”，是青海省黄河沿岸最著名的格鲁派寺院。
- 石藏寺：位于县治南偏东，在今河北乡东12公里的石麻地方。由第一世藏班智达初建于清乾隆三十年（1765年）。